# شهرستان لاودردیل (آلاباما)
شهرستان لاودردیل، آلاباما (به انگلیسی: Lauderdale County, Alabama) شهرستانی در ایالات متحده آمریکا است که در آلاباما واقع شده‌است.

## خصوصیات
شهرستان لاودردیل ۱٬۸۶۷٫۳۹ کیلومترمربع مساحت دارد.